# Kadzielin
Kadzielin – wieś w Polsce położona w województwie łódzkim, w powiecie zgierskim, w gminie Głowno.
| SIMC    | Nazwa   | Rodzaj    |
| ------- | ------- | --------- |
| 0413676 | Toporów | część wsi |

Wieś leży 4 km od Głowna. W 2011 roku zamieszkiwało ją 166 mieszkańców. Rozwija się tam głównie sadownictwo i rolnictwo. Miejscowość położona jest na trasie Głowno – Łowicz (DK14) 14.
W latach 1975–1998 miejscowość należała administracyjnie do ówczesnego województwa łódzkiego.